# Kilpudupakkam
Kilpudupakkam es una  ciudad censal situada en el distrito de Tiruvannamalai en el estado de Tamil Nadu (India). Su población es de 6912 habitantes (2011). Se encuentra a 80 km de Tiruvannamalai y a 73 km de Vellore.

## Demografía
Según el censo de 2011 la población de Kilpudupakkam era de 6912 habitantes, de los cuales 3466 eran hombres y 3446 eran mujeres. Kilpudupakkam tiene una tasa media de alfabetización del 89,95%, superior a la media estatal del 80,09%: la alfabetización masculina es del 96,31%, y la alfabetización femenina del 83,60%.